# Lee Ok-ja
Lee Ok-ja (이옥자?; Seul, 3 agosto 1952) è un'ex cestista sudcoreana.

## Carriera
Con la Corea del Sud ha disputato i Campionati mondiali del 1975.